# لاکهید مارتین دسرت هاوک ۳
لاکهید مارتین دسرت هاوک ۳ (به انگلیسی: Lockheed Martin Desert Hawk III) یک هواگرد ساختِ کارخانهٔ لاکهید مارتین در کشور ایالات متحده آمریکا است. نخستین استفاده‌کنندهٔ این هواگرد نیروی زمینی بریتانیا بوده‌است. این هواگرد برای نخستین بار در ۲۰۰۶ میلادی مورد استفاده قرار گرفت.